# Rhododendron maguanense
Rhododendron maguanense är en ljungväxtart som beskrevs av Kuo Mei Feng. Rhododendron maguanense ingår i släktet rododendron, och familjen ljungväxter. Inga underarter finns listade i Catalogue of Life.